# Thunnus orientalis
De Thunnus orientalis is een vissoort uit het geslacht van tonijnen (Thunnus) en zijn een van de grootste en snelste vissen uit de Grote Oceaan. 
Dankzij zijn stroomlijn heeft de vis een verminderde waterweerstand en kan migreren over de gehele oceaan. Zijn vinnen zijn intrekbaar om zijn weerstand te verminderen, indien deze niet nodig zijn tijdens het navigeren.

## Verspreiding
De Thunnus orientalis schiet kuit in het westen van de Oceaan, tussen Okinawa en de Filipijnen en waarschijnlijk de Japanse Zee. Ze reizen vervolgens meer dan 11.000 kilometer naar het oosten van de Oceaan en komen weer terug in de paaitijd.

## Leven
Deze tonijn groeit langzaam op en kan tot 30 jaar oud worden, 3 meter lang worden en 555 kilogram wegen. Ze voeden zich met kleinere vissen, krill, krabben en inktvissen.

## Bedreiging
De Thunnus orientalis worden overbevist over de gehele wereld. Omdat de vis zo wijd verspreid is, is het erg lastig om de regelgeving om overbevissing tegen te gaan te handhaven.